# (861) Aida
(861) Aida es un asteroide perteneciente al cinturón de asteroides descubierto el 22 de enero de 1917 por Maximilian Franz Wolf desde el observatorio de Heidelberg-Königstuhl, Alemania.
Está nombrado por la ópera homónima del compositor italiano Giuseppe Verdi (1813-1901).